# Diszkobolosz

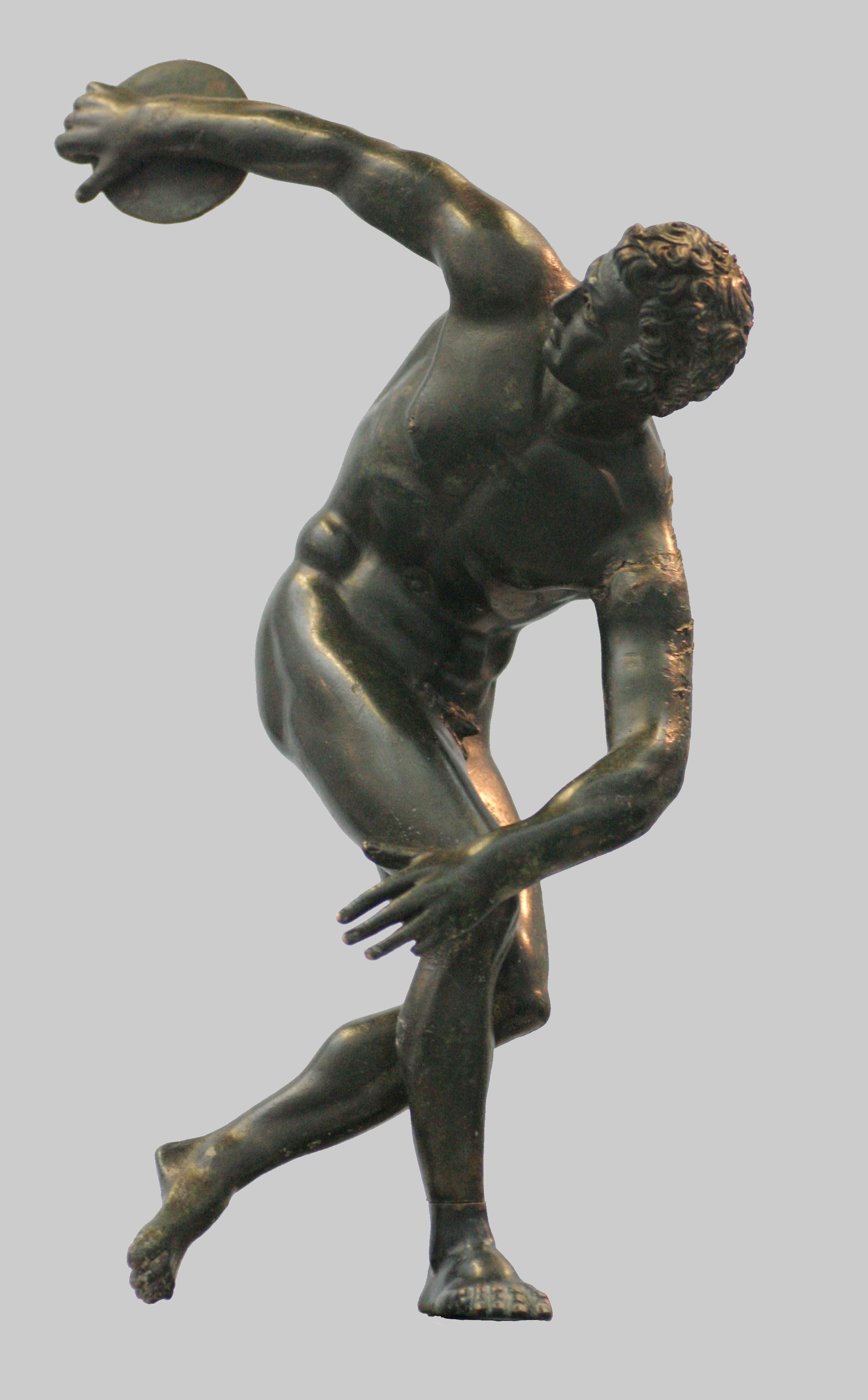
A müncheni Glypothekben látható 2. századi bronzmásolat

Diszkobolosz (ógörögül: Δισκοβόλος, magyarul „diszkoszvető”) eredetileg Mürón athéni szobrász i. e. 450 körüli bronzszobra. Római márványmásolatokból ismert, az eredeti elveszett. Ilyen például a palombarai Discobolus, az egyetlen teljes épségében megmaradt márványmásolat, amely ma a Római Nemzeti Múzeumban áll. Összesen több mint húsz torzó és egyéb töredék került elő. Ismert még egy 2. századi bronzmásolat is.
A szobor témája egy ruhátlan ifjú, aki egy diszkoszt készül éppen eldobni. A ruhátlanság nyilván abból ered, hogy minden görög atléta mezítelenül versenyzett a sporteseményeken. Karját már hátralendítette, teste a diszkoszvető jellegzetes pózában. Egy antik gemma alapján, amely diszkoszvetőt ábrázol és a Hüakinthosz név is olvasható rajta, az ábrázolás nem egy egyszerű sportolót ábrázol, hanem talán Apollón kedvence, akit a mítosz szerint Apollón diszkoszvetés közben véletlenül halálra sebzett.
A szigorú kompozíciójú szobor a diszkoszvető legfeszültebb, legkoncentráltabb pillanatát ragadja meg. A görög szobrászat mozgásábrázolása az i. e. 5. században vált egyre magabiztosabbá, amelynek kiemelkedő jelentőségű állomása Mürón diszkoszvetője. A test arányos, kidolgozott, de nem túlzó izomzattal, egyfajta eszményi felépítéssel. A szobor arcán érzelem egyáltalán nem látszik, csak a mozdulat tökéletességére törekedett az alkotó. Egyes vélemények szerint maga a testtartás is természetellenes. Azonban nem ismerjük a görög korban alkalmazott mozdulatsort, amely egészen biztosan nem hasonlított a mai diszkoszvetésre. Még azt sem tudjuk, hogy statikusan, álló helyzetből, vagy nekifutásból dobták a versenyeken. Egy szintén i. e. 5. századi vörösalakos vázán is látható diszkoszvető, aki éppen lép egyet előre, vagy terpesztett lábbal áll, mozdulata azonban távolról sem hasonlít a müróni mozdulathoz. Van olyan vélemény is, hogy a szobor egyáltalán nem atlétát ábrázol diszkoszvetés közben, hanem egy sebesült katona, akinek történetesen diszkosz van a kezében (a diszkosz eredendően speciális görög hajítófegyver volt). A combján megtámaszkodó alak védekezésül emeli kezét a feje fölé. Így akár a haldokló gallus kompozíciójának rokona is lehet.
A diszkoszverseny már az Iliaszban is feltűnik.